# Noyelles-sur-Mer
Noyelles-sur-Mer è un comune francese di 819 abitanti situato nel dipartimento della Somme nella regione dell'Alta Francia.

## Società

### Evoluzione demografica
Abitanti censiti